# Nachtgestalten (film 1929)
Nachtgestalten è un film muto del 1929 diretto da Hans Steinhoff. Co-produzione anglo tedesca, 
nel Regno Unito venne distribuito con il titolo inglese The Alley Cat.

## Produzione
Il film fu prodotto dalla britannica British & Foreign e dalla tedesca Orplid-Film GmbH. Ebbe i titoli di lavorazione Das Laufmädel e Nur ein Gassenmädel.

## Distribuzione
Distribuito dalla Messtro-Orplid, uscì nelle sale cinematografiche tedesche presentato in prima a Berlino il 3 febbraio 1929. Nel Regno Unito, prese il titolo The Alley Cat, mentre in Portogallo - dove uscì il 2 gennaio 1930 - prese quello di Noites de Londres e, in Estonia (14 aprile 1930), quello di Londoni ööde saladused.